# Класифікація диз'юнктивів

Класифікація дизיюнктивів (розривних тектонічних порушень), (рос. классификация дизъюнктивов (разрывных тектонических нарушений), англ. classification of disjunctive break, classification of disturbance, classification of fracture, нім. Disjunktivbrüche klassifikation f, Disjunktivstörungenklassifikation f) — групування розривних тектонічних порушень за їх утворенням, відносним переміщенням порід, геометричною схемою тощо. Відомі генетичні, геометричні, змішані й інші класифікації. Деякі з них названо за прізвищами їхніх авторів, наприклад геометричні класифікації Соболевського, Баумана, Ушакова тощо. Найбільш зручною і повною є геометрична класифікація Соболевського. В ній тип порушення визначається залежно від кута β, відрахованого за напрямом, протилежним напрямові годинникової стрілки, від лінії падіння змішувача до напряму переміщення порід висячого боку (умовно вважається, що породи лежачого боку нерухомі). Розрізнюють чотири основних типи порушень (скид, підкид, зсув, перезсув) та чотири проміжних (скидо-зсув, скидо-перезсув, підкидо-зсув, підкидо-перезсув). При пологому падінні зміщувача вживають спрощену класифікацію, для якої всі порушення в бік падіння зміщувача називають скидами, а в бік підняття — насувами.

## Класифікація диз'юнктивів геометрична
Класифікація диз'юнктивів геометрична — групування диз’юнктивів за основними геометричними ознаками. Залежно від числа використовуваних ознак і ступеня деталізації груп у різний час запропоновано ряд геометричних класифікацій диз'юнктивів Леонтовським П. І., Бауманом В. І., Соболевським П. К. і ін. Характерна при цьому тенденція до зменшення числа ознак і груп, які виділяються. Зберігаючи прийняті у всіх класифікаціях основні ознаки — вектор відносного переміщення блоків у площині зміщувача і кут диз'юнктива, доцільно для рішення задач при розробці порушених ділянок обмежитися виділенням двох типових диз'юнктивів за першою ознакою — підкидів і скидів (поширеними стали терміни відповідно насув і скид) і двох видів у цих типах, за другою ознакою — гостро- і тупокутних диз'юнктивів.